# Greg Hallett
Pour les articles homonymes, voir Hallett.
Greg Hallett, né le 15 septembre 1961 à Wellsford, est un essayiste néo-zélandais.

## Biographie
Hallett est diplômé en architecture.

## Théories
Hallett a construit ses œuvres autour d'une dénonciation de la monarchie britannique en tant qu'agent belliciste de domination mondiale. 

## Œuvres
- Are You My Father? The Family Court and Other Experiments (2002).
- Hitler Was A British Agent (2005, 2006).
- How To Take Over The World, A Right Royal Con (March 2007, May 2007)
- Stalin’s British Training, Breeding Concubines, Paedophiles at War (March 2007, September 2007)
- Gifting the United Nations to Stalin (May 2007, October 2007)
- New Zealand, A Blackmailer’s Guide (October 2007).